# 만촌동
만촌동(晩村洞)은 대구광역시 수성구의 법정동이다. 행정동으로는 만촌1동·만촌2동·만촌3동으로 나뉜다.

## 연혁
만촌동은 본래의 이름은 ‘늦이’ 라 하였다. ‘늦이’ 의 ‘늦’ 은 늦다(晩, 遲)라는 뜻이며 ‘이’ 는 원래 인칭대명사이나 고어의 ‘리(里)’ 의 음차(音借)로 보아야 한다. 이곳 주민들은 ‘늦이’ 를 한자로 지잉(遲芿)(遲=訓借, 芿=音借)로도 표기하였다. 따라서 만촌(晩村)의 촌(村)은 ‘리(里)’ 와 같은 ‘마을’ 이란 뜻이다. 이와같은 이름을 사용하게 된것은 예로부터 이곳은 달성 하씨(夏氏), 달성 서씨(徐氏)등이 문호(門戶)를 차려놓고 강학(講學)에 힘쓰고 학문을 숭상하는 나머지 선비의 기질에 따라 생업에는 등한시 하여 농사철이 되어도 항상 이웃마을보다 농사일이 늦어져서 부근 주민들이 농사일에 늦은 곳이라는 뜻으로 불려온 것이 마을의 명칭이 되었다고 한다. 만촌동의 본래의 마을은 지금의 청기와 주유소 뒷편 구릉지대로 마을 주변은 독무산(獨茂山)으로 둘러쌓여 인가(人家)가 만거(萬居)하기에 적지(適地)라 한다. 이곳에 사람이 살기 시작한 연대는 정확히는 알 수 없으나 이곳 만촌동 183번지에 있는 독무재의 동수기에 의하면 숭정(崇禎) 4년 독무암누(獨茂岩樓)를 건립하고 이곳을 강학지소(講學之所)로 하여 인근 향도(鄕道)에서 래학자(來學者)가 많았다고 기록하고 있다.
- 1980. 4. 1 수성구 신설(동구에서 분리)
- 1992. 9. 1 만촌2동, 3동으로 분동

## 교육 기관
- 대청초등학교
- 동문초등학교
- 동원초등학교
- 만촌초등학교
- 중앙초등학교
- 대륜중학교
- 동부중학교
- 동원중학교
- 소선여자중학교
- 오성중학교
- 대륜고등학교
- 동문고등학교
- 오성고등학교
- 혜화여자고등학교
- 수성대학교

## 언론
- 대구극동방송

## 주거

### 아파트
| 단지명               | 건설사          | 시행사                          | 주소                                                      | 입주        | 비고                   |
| -------------------- | --------------- | ------------------------------- | --------------------------------------------------------- | ----------- | ---------------------- |
| 만촌 보성타운        | ㈜보성          | 효목시영아파트 재건축조합       | 수성구 공경로 70                                          | 2002년 7월  | 효목시영 재건축        |
| 만촌 태왕리더스      | ㈜태왕          | 만촌AID아파트 재건축조합        | 수성구 무열로 47                                          | 2004년 12월 | 만촌AID 재건축         |
| 만촌 화성파크스위트  | 화성산업        | ㈜락산하우징                    | 수성구 화랑로34길 141                                     | 2005년 2월  |                        |
| 만촌3차 화성파크드림 | 화성산업        | 만촌서한 주택재건축정비사업조합 | 수성구 교학로 13                                          | 2016년 4월  | 만촌서한 재건축        |
| 만촌자이르네         | ㈜자이에스앤디  | ㈜경주건설                      | 수성구 교학로19길 19                                      | 2023년 1월  |                        |
| 만촌1차 우방타운     | ㈜우방          | ㈜우방                          | 수성구 교학로11길 46                                      | 1997년 5월  |                        |
| 만촌2차 우방타운     | ㈜우방          | ㈜우방                          | 수성구 교학로11길 91                                      | 1996년 11월 |                        |
| 만촌 우방팔레스      | ㈜우방          | ㈜다올컨설팅                    | 수성구 청수로 551                                         | 2005년 10월 |                        |
| 메트로팔레스 1단지   | 롯데건설 ㈜우방 | ㈜케이비부동산신탁              | 수성구 동원로 135                                         | 2003년 2월  | 옛 국군의무사령부 부지 |
| 메트로팔레스 2단지   | 롯데건설 ㈜우방 | ㈜케이비부동산신탁              | 수성구 동원로 123(201~207동) 수성구 동원로 109(208~210동) | 2003년 2월  | 옛 국군의무사령부 부지 |
| 메트로팔레스 3단지   | 롯데건설 ㈜우방 | ㈜케이비부동산신탁              | 수성구 동원로 110                                         | 2003년 2월  | 옛 국군의무사령부 부지 |
| 메트로팔레스 5단지   | 롯데건설 ㈜우방 | ㈜케이비부동산신탁              | 수성구 동원로 100                                         | 2003년 2월  | 옛 국군의무사령부 부지 |

### 주상복합
| 단지명               | 건설사                      | 시행사           | 주소 | 입주       | 비고               |
| -------------------- | --------------------------- | ---------------- | ---- | ---------- | ------------------ |
| 만촌역 태왕 디아너스 | 태왕이앤씨㈜ ㈜대영에코건설 | ㈜티에스티홀딩스 |      | 2024년 8월 | 구 남부정류장 부지 |

## 유통
- 이마트 만촌점

## 공공기관
- 대구광역시립 수성도서관
- 국방기술품질원 지휘정찰센터
- 대구광역시 차량등록사업소